# Pierrefitte-sur-Loire
Pour les articles homonymes, voir Pierrefitte.
Pierrefitte-sur-Loire est une commune française située dans le département de l'Allier, en région Auvergne-Rhône-Alpes.

## Géographie

### Localisation
La commune se situe au nord-est du département de l'Allier, à la limite de la Saône-et-Loire. Elle se trouve dans les Basses Marches du Bourbonnais.
Cinq communes sont limitrophes :
Les communes limitrophes sont Coulanges, Diou, Saligny-sur-Roudon, Gilly-sur-Loire et Perrigny-sur-Loire.
| Gilly-sur-Loire (Saône-et-Loire)Diou |                       | Perrigny-sur-Loire (Saône-et-Loire) |
|                                      | Pierrefitte-sur-Loire |                                     |
| Saligny-sur-Roudon                   |                       | Coulanges                           |

### Hydrographie
La commune est traversée par la Loire ainsi que par le ruisseau du Theil.

### Transports

#### Voies routières
L'autoroute A79 (ancienne route nationale 79), portion de la Route Centre-Europe Atlantique, passe au sud du territoire communal. Cet axe européen (E62) relie l'ouest (Nantes/Bordeaux) et l'est (Lyon/Genève) de la France en contournant le Massif central,. Une aire de repos est située dans le territoire communal.
Du centre du village, la D 295 relie le chef-lieu à Saligny-sur-Roudon, au sud-ouest, et vers le sud-est, la D 465 continue vers le nord de Monétay-sur-Loire.

#### Routes cyclables
Une voie verte longeant le canal latéral à la Loire a été aménagée : cette section fait partie de l'EuroVelo 6.

### Climat
Pour des articles plus généraux, voir Climat d'Auvergne-Rhône-Alpes et Climat de l'Allier.
En 2010, le climat de la commune est de type climat océanique dégradé des plaines du Centre et du Nord, selon une étude du CNRS s'appuyant sur une série de données couvrant la période 1971-2000. En 2020, Météo-France publie une typologie des climats de la France métropolitaine dans laquelle la commune est exposée à un climat océanique altéré et est dans la région climatique Centre et contreforts nord du Massif Central, caractérisée par un air sec en été et un bon ensoleillement.
Pour la période 1971-2000, la température annuelle moyenne est de 11,1 °C, avec une amplitude thermique annuelle de 16,7 °C. Le cumul annuel moyen de précipitations est de 786 mm, avec 11,5 jours de précipitations en janvier et 7,5 jours en juillet. Pour la période 1991-2020, la température moyenne annuelle observée sur la station météorologique de Météo-France la plus proche, sur la commune de Diou à 6 km à vol d'oiseau, est de 12,1 °C et le cumul annuel moyen de précipitations est de 818,9 mm,. Pour l'avenir, les paramètres climatiques de la commune estimés pour 2050 selon différents scénarios d'émission de gaz à effet de serre sont consultables sur un site dédié publié par Météo-France en novembre 2022.

## Urbanisme

### Typologie
Au 1er janvier 2024, Pierrefitte-sur-Loire est catégorisée commune rurale à habitat dispersé, selon la nouvelle grille communale de densité à 7 niveaux définie par l'Insee en 2022.
Elle est située hors unité urbaine. Par ailleurs la commune fait partie de l'aire d'attraction de Dompierre-sur-Besbre, dont elle est une commune de la couronne,. Cette aire, qui regroupe 3 communes, est catégorisée dans les aires de moins de 50 000 habitants,.

### Occupation des sols

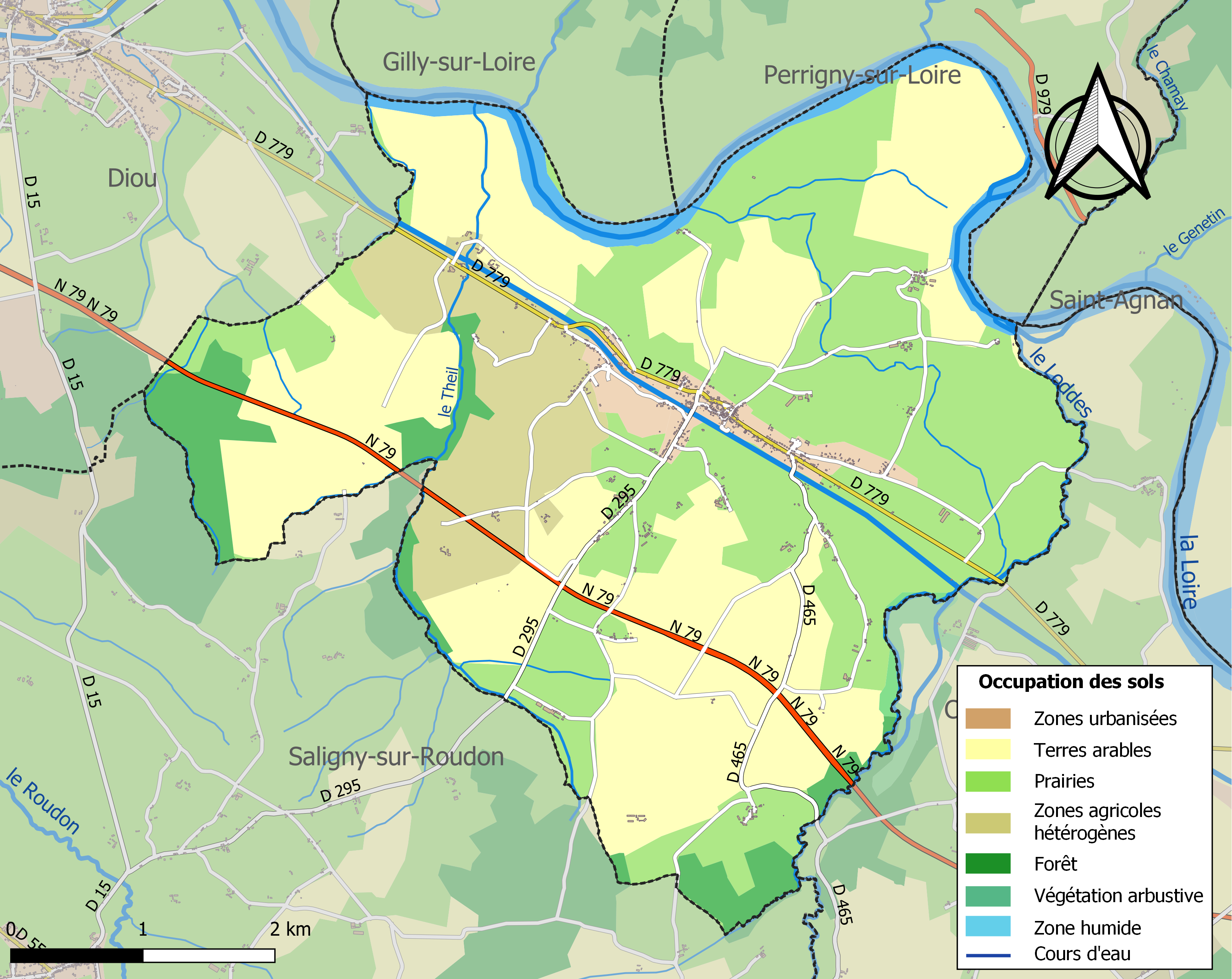
Carte des infrastructures et de l'occupation des sols de la commune en 2018 (CLC).

L'occupation des sols de la commune, telle qu'elle ressort de la base de données européenne d’occupation biophysique des sols Corine Land Cover (CLC), est marquée par l'importance des territoires agricoles (87 % en 2018), en diminution par rapport à 1990 (88 %). La répartition détaillée en 2018 est la suivante : terres arables (39,4 %), prairies (37,4 %), zones agricoles hétérogènes (10,3 %), forêts (5,9 %), eaux continentales (3,7 %), zones urbanisées (2 %), espaces verts artificialisés, non agricoles (1,1 %), milieux à végétation arbustive et/ou herbacée (0,3 %).
L'IGN met par ailleurs à disposition un outil en ligne permettant de comparer l'évolution dans le temps de l'occupation des sols de la commune (ou de territoires à des échelles différentes). Plusieurs époques sont accessibles sous forme de cartes ou photos aériennes : la carte de Cassini (XVIIIe siècle), la carte d'état-major (1820-1866) et la période actuelle (1950 à aujourd'hui).

## Toponymie
Pierrefitte est issu du latin petra ficta, « pierre fichée, plantée ». Ce toponyme peut être l'évocation d'une borne milliaire.

## Politique et administration

### Découpage territorial
Par arrêté préfectoral du 2 janvier 2024, la commune est retirée le 1er janvier 2024 de l'arrondissement de Moulins et rattachée à l'arrondissement de Vichy.

### Liste des maires
Le conseil municipal est composé de quatre adjoints et de dix conseillers municipaux.
| Période                                  | Période                      | Identité         | Étiquette | Qualité     |
| ---------------------------------------- | ---------------------------- | ---------------- | --------- | ----------- |
| Les données manquantes sont à compléter. |                              |                  |           |             |
| mars 2001                                | En cours (au 8 juillet 2020) | Pascal Thevenoux | DVG       | Agriculteur |

## Population et société

### Démographie
Les habitants de la commune sont appelés les Pierrefittois et les Pierrefittoises.
L'évolution du nombre d'habitants est connue à travers les recensements de la population effectués dans la commune depuis 1793. Pour les communes de moins de 10 000 habitants, une enquête de recensement portant sur toute la population est réalisée tous les cinq ans, les populations de référence des années intermédiaires étant quant à elles estimées par interpolation ou extrapolation. Pour la commune, le premier recensement exhaustif entrant dans le cadre du nouveau dispositif a été réalisé en 2007.

En 2022, la commune comptait 509 habitants, en évolution de +0,2 % par rapport à 2016 (Allier : −1,38 %, France hors Mayotte : +2,11 %).
| 1793 | 1800 | 1806 | 1821 | 1831  | 1836 | 1841 | 1846 | 1851 |
| ---- | ---- | ---- | ---- | ----- | ---- | ---- | ---- | ---- |
| 684  | 648  | 751  | 847  | 1 015 | 964  | 963  | 930  | 955  |

| 1856 | 1861 | 1866  | 1872 | 1876  | 1881  | 1886  | 1891  | 1896  |
| ---- | ---- | ----- | ---- | ----- | ----- | ----- | ----- | ----- |
| 943  | 948  | 1 049 | 994  | 1 041 | 1 090 | 1 094 | 1 061 | 1 064 |

| 1901  | 1906 | 1911 | 1921 | 1926 | 1931 | 1936 | 1946 | 1954 |
| ----- | ---- | ---- | ---- | ---- | ---- | ---- | ---- | ---- |
| 1 027 | 994  | 914  | 721  | 729  | 732  | 721  | 662  | 694  |

| 1962 | 1968 | 1975 | 1982 | 1990 | 1999 | 2006 | 2007 | 2012 |
| ---- | ---- | ---- | ---- | ---- | ---- | ---- | ---- | ---- |
| 700  | 626  | 608  | 649  | 609  | 534  | 514  | 512  | 508  |

| 2017 | 2022 | - | - | - | - | - | - | - |
| ---- | ---- | - | - | - | - | - | - | - |
| 509  | 509  | - | - | - | - | - | - | - |

### Enseignement
Pierrefitte-sur-Loire dépend de l'académie de Clermont-Ferrand.
Dans le cadre d'un regroupement pédagogique intercommunal, les élèves de maternelle, de CM1 et CM2 sont scolarisés dans la commune. Les CP, CE1 et CE2 vont à Coulanges.
Les élèves poursuivent leur scolarité au collège de Dompierre-sur-Besbre puis aux lycées de Moulins et Yzeure.

## Culture locale et patrimoine

### Lieux et monuments
L'église Saint-Rémi, dont l'abside est romane, a la particularité de porter sur sa façade la devise révolutionnaire « Liberté - Égalité - Fraternité ». Elle abrite une Vierge à l'enfant en pierre polychrome, un bénitier en marbre de Diou, ainsi qu'un retable de bois enchâssant un tabernacle du XVIIe siècle.
Le château des Launays date du XIXe siècle.
Les ruines du château féodal.

### Personnalités liées à la commune
- Le chanoine Antoine-Louis Cornette, un des fondateurs des Scouts de France, né à Pierrefitte le 8 novembre 1860.